# Красногірка (Звягельський район)
Красногі́рка (до 1946 року — Анжеліне, слобода) — село в Україні, у Звягельському районі Житомирської області. Населення становить 70 осіб. Входить до складу Ємільчинської селищної громади.

## Історія
В кінці 19 століття кількість населення становила 135 осіб, дворів — 23.
В 1906 році — Анжеліне, слобода Емільчинської волості Новоград-Волинського повіту Волинської губернії, дворів 25 мешканців 144. Відстань від повітового міста 51 верста, від волості 14.
У 1925—54 роках — адміністративний центр Красногірської сільської ради Ємільчинського району.

## Населення

### Мова
Розподіл населення за рідною мовою за даними перепису 2001 року:
| Мова       | Відсоток |
| ---------- | -------- |
| українська | 100%     |

## Постаті
- Корбут Анатолій Миколайович (* 1947) — український господарник, заслужений будівельник України.
- Вилков Сергій Валентинович (1973) - Голова Вищої кваліфікаційно-дисциплінарної комісії адвокатури - 2019-2024 р.р., Заслужений юрист України, Видатний адвокат України.